# 斯帕尔多库斯王朝
斯帕尔多库斯王朝（英語：Spartocids）。是古希腊时期色雷斯人的博斯普鲁斯王国的王朝，公元前438年至公元前110年统治着这一地区。由于古代相关的历史记载缺乏，故后人对该家族的详细状况难以详细考证。